# A. G. Mohan
A. G. Mohan (1945, Tamil Nadu) és un professor de ioga indi, escriptor, i cofundador del centre Svastha Yoga & Ayurveda. Va ser un deixeble del iogui Tirumalai Krishnamacharya que va modernitzar la pràctica del ioga i els estudiants van popularitzar el ioga a Occident.
A.G. Mohan va ser cofundador amb T.K.V. Desikachar el centre Yoga Mandiram Krishnamacharya (KYM) a Chennai per transmetre les ensenyances del seu mestre. D'on va ser el secretari honorari des de l'inici, el 1976, fins al 1989. Mohan també va organitzar les celebracions del centenari del naixement Sri Krishnamacharya. Conjuntament amb Indra Mohan, la seva esposa, van fundador el centre Svastha Yoga & Ayurveda.
Ha escrit diversos llibres com ara el Krishnamacharya: His Life and Teachings (ISBN 978-1-59030-800-4) conjuntament amb Ganesh Mohan; en col·laboració amb Indra Mohan Yoga Therapy: A Guide to the Therapeutic Use of Yoga and Ayurveda for Health and Fitness (ISBN 978-1-59030-131-9); o bé Yoga for Body, Breath, and Mind: A Guide to Personal Reintegration (ISBN 978-1-57062-977-8).